# Julia Nauta
Julia Nauta (Delft, 11 juni 2001) is een Nederlands zangeres en (musical)actrice.

## Biografie
Julia Nauta speelde op zesjarige leeftijd de rol van Gretl von Trapp in The Sound of Music. Daarna volgden rollen in onder andere Mary Poppins en Shrek. 
In 2013 nam ze samen met zus Sarah deel aan het AVRO Junior Songfestival, als het duo Sarah & Julia. Een half jaar na hun deelname brachten ze hun eerste single uit en in 2016 wonnen ze de eerste Nederlandse Radio Disney Music Award – ook wel bekend als een ARDY. 
In 2017 speelde Nauta een gastrol in de series Suspects en De mannentester. Vanaf november 2018 was Nauta als Sascha te zien in de musical Soof en vanaf december speelde ze in de serie Kerst met de Kuijpers.
In 2019 was Nauta te zien als lid van de 100-koppige jury in het televisieprogramma All Together Now. Daarnaast speelde ze bijrollen in Morten, DNA en De Ludwigs.

## Carrière

### Musicals
| Seizoen   | Productie          | Rol                | Producent                     | Theater                          | Opmerking               |
| --------- | ------------------ | ------------------ | ----------------------------- | -------------------------------- | ----------------------- |
| 2018-2019 | Soof               | Sascha             | Cook a dream                  | Landelijke tour                  | nominatie Musical Award |
| 2012-2013 | Shrek              | Kleine Fiona       | Albert Verlinde Entertainment | Rai Theater, Amsterdam           |                         |
| 2011      | Platee             | Ballet             | Nationale Reisopera           | Landelijke tour                  |                         |
| 2010-2011 | Mary Poppins       | Jane Banks         | Stage Entertainment           | AFAS Circustheater, Scheveningen | kindercast 3            |
| 2009-2010 | The Sound of Music | Brigitta von Trapp | V&V Entertainment             | Landelijke tour                  |                         |
| 2008-2009 | The Sound of Music | Gretl von Trapp    | V&V Entertainment             | Efteling Theater, Kaatsheuvel    |                         |